# Thurnau
Thurnau är en köping (Markt) i Landkreis Kulmbach i Regierungsbezirk Oberfranken i förbundslandet Bayern i Tyskland.